# Agamka sinajská
Agamka sinajská (Pseudotrapelus sinaitus) je ještěr z čeledi agamovitých. Žije v suchých oblastech Libye, Egypta, Izraele, Jordánska, Sýrie, Saúdské Arábie, Spojených arabských emirátů, Ománu, Súdánu, Etiopie, Eritrey a Džibutska.
Může dorůst až délky 30 centimetrů, přičemž dvě třetiny délky připadají na ocas. Potravu shání zejména ve dne, živí se hmyzem, jinými členovci a rostlinami.